# ロッカメルト
『ロッカメルト フィアンセは雪男』（ロッカメルト フィアンセはゆきおとこ）は、藤間麗による日本のラブコメディ漫画作品。『Cheese!』（小学館）にて2013年11月号から2015年1月号まで全15話が連載された。単行本は全4巻。

## あらすじ
夏休みを満喫していたある日、高校生の土屋一夏の家に雪女の息子兄弟、凍冴（とうご）と雪也（ゆきなり）がやって来る。かつて、土屋家の先祖が遭難しかけたところを雪女に助けられたのと引き換えに娘を許嫁として差し出すよう要求された。だが、土屋家に女の子が生まれないまま時は過ぎ、約束を覚えていた雪女はようやく生まれた一夏の元に兄弟たちを送り込んだのだった。弟の雪也は人間の女の子に強い不快感を示し、感情を揺さぶられるとたちまち周りの物を凍らせてしまう力の持ち主で、そんな弟を持て余した兄の凍冴は、雪也を制御する力を一夏に丸投げしてしまう。暴走する雪也を止めるためには一夏が抱きつかなければならず、一夏は雪也の正体が学校でばれないように、仕方なく婚約者だと偽ってしまう。

## 登場人物
土屋 一夏（つちや いちか）
高校生。体育会系の活発な性格。月に一度、アイスを食べるのを楽しみにしている。昔々、遭難しかけた先祖が雪女に助けられ、その見返りに娘を婚約者として求められたが、娘が生まれなかったため、約束は反故になったと思われていたが、雪女側は約束を忘れておらず、土屋家にようやく生まれた一夏を息子のどちらかの許嫁として求めてきた。
氷山 凍冴（ひやま とうご）
雪女の息子。保健医として一夏の学校に勤める。雪男としての力は弱く、水に息を吹きかけて氷にする程度の力しかなく、強い力を持つ雪也に内心では嫉妬している。
氷山 雪也（ひやま ゆきなり）
雪女の息子、凍冴の弟。無表情で無口。転校生として一夏の学校に通う。力が強すぎてコントロール出来ない。温かい程度なら平気な凍冴に嫉妬している。
テン
氷山家に仕える、人語を話す貂。人の姿にもなれる。

## 書誌情報
- 藤間麗 『ロッカメルト』 小学館〈Cheese! フラワーコミックス〉 全4巻
  1. 2014年1月24日発売、ISBN 978-4-09-135817-2
    - 「ヘルプmeデンティスト」（『Cheese!』2005年9月号増刊）収録

  2. 2014年3月26日発売、ISBN 978-4-09-136155-4
    - 「ロッカメルト 番外編」（『Cheese!』2014年4月号）、「君の夢なら僕もみたい」（『Cheese!』2013年2月号[3]）収録

  3. 2014年8月26日発売、ISBN 978-4-09-136340-4
  4. 2015年3月26日発売、ISBN 978-4-09-137010-5
    - 「ロッカメルト 番外編1」（『Cheese!』2014年7月号増刊）、「ロッカメルト 番外編2」（『Cheese!』2015年3月号増刊）収録